# Simons
Simons var ett dansband från Oxelösund i Sverige, grundat av de båda bröderna Erik Simons Eriksson och Gustaf Eriksson. De har turnerat mycket genom åren och medverkat i radio och TV.
Simons musik skiljer sig ganska mycket från andra dansband, då de spelar mest instrumentalt. Bandet består oftast av de båda bröderna som spelar saxofon, samt en trummis, en basist och en medlem på synthesizer. Några kända personer som spelat i Simons genom åren är Roger Palm, Ola Brunkert och Rutger Gunnarsson. Andra kända personer som medverkat i Simons produktion är Hans Rosén, Åke Gran och Liza Öhman. Lasse Westmann har också medverkat, samt [Steinar Nilsen]
Under de verksamma åren reste bandet jorden runt och spelade in skivor och turnerade förutom deras folkparksturnéer och radio- och TV-framträdanden i Sverige. Albumet Around the World spelades exempelvis in i originalländerna som musiken kom ifrån med musiker från länderna som de spelade in i.

## Melodier påSvensktoppen
- Innan sommaren är kommen - 1989[1]
- Nyanser - 1995[2]
- Novelty Accordion - 1995[2]

### Test påSvensktoppenutan placering
- Jorden runt - 1995

## Diskografi

### Album
- Lambada - 1989
- Simons på Hawaii - 1991
- Simons spelar Abba - 1992
- Melodier vi minns - 1992
- Bingo Boogie - 1994
- Tid 1999
- Lite grann från ovan 1999
- Andliga
- Guldkorn
- Love Songs
- Simons i Karibien
- Simons i Italien
- Around the World
- Simons i Moskva
- Evergreens
- Novelty Accordion

### Fotnoter
1. ↑  ”Svensktoppen öppnar upp databas - sök på alla melodier och listor mellan 1962 och 2012 - Svensktoppen”. sverigesradio.se. Sveriges Radio. https://sverigesradio.se/sida/artikel.aspx?programid=2023&artikel=5305398. Läst 23 oktober 2018.
2. 1 2  ”Svensktoppen”. Sveriges radio. 26 februari 1995. http://sverigesradio.se/Diverse/AppData/Isidor/files/2023/3491.txt. Läst 20 oktober 2016.